# Geranium clarkei
Geranium clarkei là một loài thực vật có hoa trong họ Mỏ hạc. Loài này được P.F.Yeo mô tả khoa học đầu tiên năm 1985.

## Hình ảnh

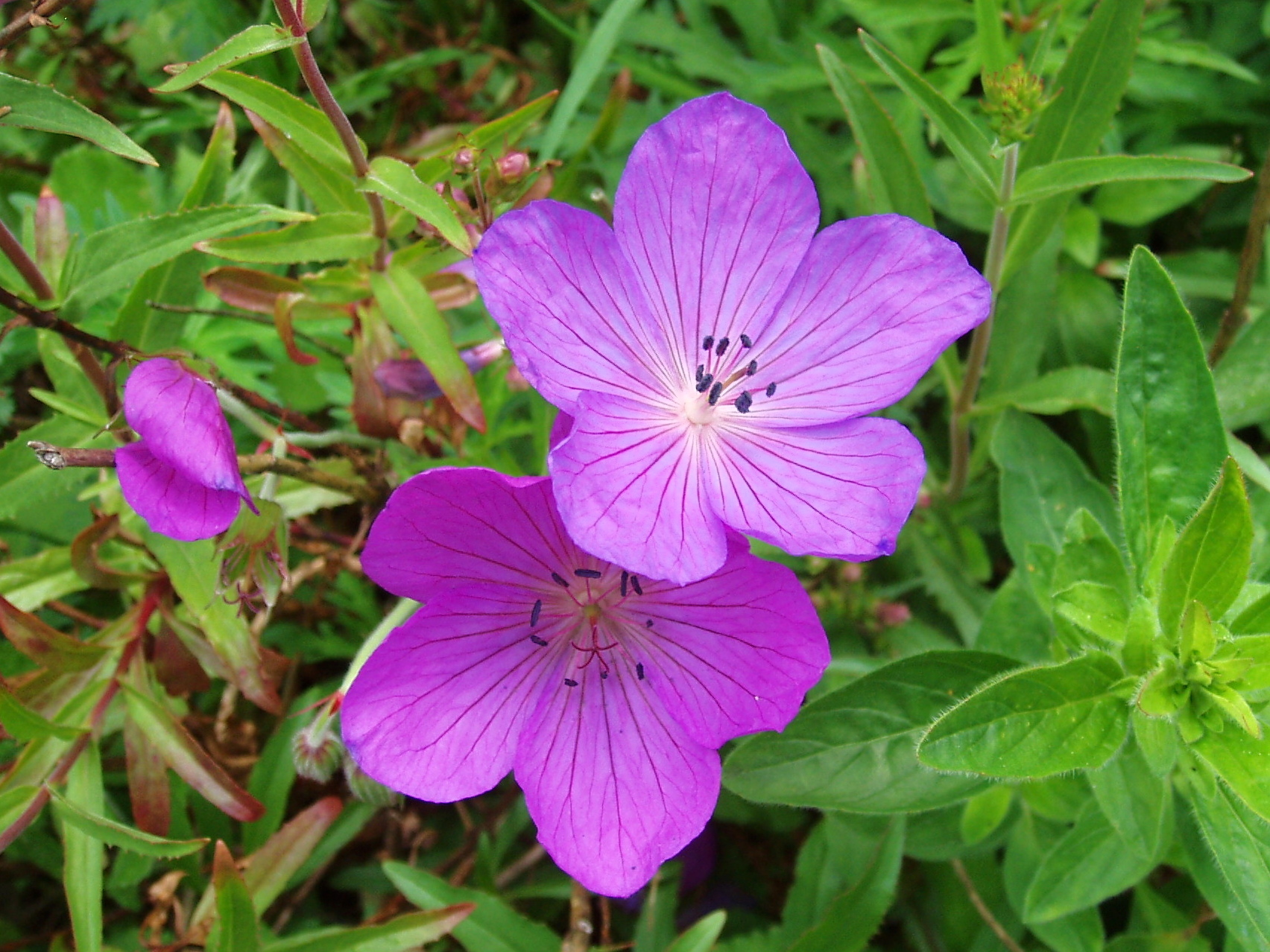